# 조루
조루(早漏, Premature Ejaculation)는 성교할 때에 파트너의 여성이 성적으로 만족하지 않을 때 남성이 사정해 버리는 것을 말한다. 이와 반대말은 지루이다. 조루를 정의하는 완벽한 기준은 없지만, 국제 성의학회의 전문가들은 삽입 후 1분 후를 지지했다. 국제질병분류는 성관계 시작 후 15초의 기준을 적용한다.
원래는, 파트너가 되는 여성의 만족의 유무나 성기의 자극 시간의 장단에 상관없이, 남성이 오르가즘에 이르기 전에 사정해 버리는 것, 다시 말해 오르가즘과 사정의 차례가 바뀌는 것을 나타내는 말이었지만, 현재는 그러한 뜻으로 쓰이는 일은 많지 않다.
조루를 가진 남성들은 종종 심리적인 고통을 호소하기도 하며, 일부는 조루 때문에 성관계를 피하는 경우도 있다. 남성에 비해서 여성은 조루를 문제로 생각하는 경우가 드물지만, 여러 연구에 따르면 조루는 여성에게도 고통을 준다.

## 원인
조루의 원인은 불명확하다. 많은 이론이 제기되었다.
- 청소년기의 성적 불안
- 다른 사람에게 들키지 않도록 너무 빠르게 자위하는 습관
- 포경에 의한 자극 과민, 만성 요도염, 전립샘의 만성적인 염증 등
- 정신적인 것 또는 성행위에 서투르면 흥분하여 빨리 사정해 버린다.

## 대처
- 조루에 신경 쓰면서 무리하게 참으면 사정이 정상적으로 되지 않을 가능성이 있으므로 주의해야 한다. 자위할 때, 사정을 참고 조루를 고치려고 하면, 방광에 정자가 역류 할 가능성이 있으며, 이것이 습관이 되면 오르가즘에 이르러도 정액이 나오지 않아 매우 위험하다.
- 대부분 정신적인 요소에 영향을 받기 때문에, 자신의 기분을 잘 제어하면 개선될 수 있다. 이 때, 성 경험을 쌓음으로써 해결되는 경우도 있다.
- 체계화된 사정지연 방법으로 맨프라임 C.N.B.I 사정지연 트레이닝이있다. https://man-prime.com/training/?idx=5 남성의 조루증에 관한 전반적인 이해를 시작으로 건강관리, 호르몬 관리, 기능적 훈련 방법을 알려주는 트레이닝 가이드북을 제공하고 있다. 성심리 상담사(1급)가 제작한 가이드북으로 조루증에 관한 대부분의 정보가 담겨있다.
- 자위할 때, "쾌감을 느끼기 시작하면 자위를 잠시 중단해 발기를 거두고 발기가 쑤그러들면 자위를 다시 시작한다". 이 사이클을 되풀이하여 사정까지의 시간을 연장시키는, 트레이닝 기법이 있다.
- 또한 자위하다가 사정할 것 같은 상황에서 자위를 중단하여 성기를 찬 물에 붙이고 강제로 발기를 거두는 방법도 효과가 있다.
- SSRI 약은 사정을 늦추는 것으로 알려져 있다. 이 약이 현재 조루에 대한 가장 효과 있는 치료약으로 지정되어 있다. 그러나 이러한 약품은 신경 및 정신에 부작용이 나타날 수 있으므로 사용을 제한해야 한다. 그렇기 때문에 전 세계에서 모두 허용되는 것은 아니다. 이와 비슷한 약품으로는 오피오이드, 코카인 등이 있다.
- 이외에도 다양한 요법을 병행하여 치료가 가능하다.

## 참조 문헌
- Cannon-Smith, T. W., Kaufman, J.H.: Improved Ejacultory Control And Sexual Satisfaction In Pilot Study Of Men Taking Hypericum Perforatum Extract . The Internet Journal of Nutrition and Wellness. 2007. Volume 3 Number 2.

## 같이 보기
- 지루
- 자위
- 사정
- 성교